# Achter de Dom 7
Achter de Dom 7 of Huis Grothe is een rijksmonument in het centrum van de Nederlandse stad Utrecht.
Het gebouw is achter de Domkerk gelegen. Omstreeks 1400 bouwde een kanunnik er een claustraal huis in de vorm van een hoge toren met onder meer kantelen en een traptoren. Ongeveer een halve eeuw later is er een zijvleugel aan toegevoegd en in de loop der eeuwen hebben er nog aanpassingen plaatsgevonden. De weergangen zijn een recente toevoeging.
Ten tijde van het koninkrijk Holland was het de woning van de prefect van koning Lodewijk Napoleon. Het huis bleef particulier bewoond tot aan het begin van de 19e eeuw de gemeente Utrecht het in bezit kreeg en er een politiebureau in vestigde. Sinds 1867 is de oude kapittelzaal in gebruik door de Utrechtse universiteit en aanverwanten.